# Úrvalsdeild 1968
Thống kê của Úrvalsdeild mùa giải 1968.

## Tổng quan
Có 6 đội tham gia, và KR giành chức vô địch. Helgi Númason của Fram, Kári Árnason của ÍBA, Ólafur Lárusson của KR và Reynir Jónsson của Valur là vua phá lưới với 8 bàn thắng mỗi cầu thủ.

## Bảng xếp hạng
| Vị thứ | Câu lạc bộ | St | T | H | B | BT | BB | HS  | Đ  |
| 1      | KR         | 10 | 6 | 3 | 1 | 27 | 16 | +11 | 15 |
| 2      | Fram       | 10 | 4 | 4 | 2 | 17 | 15 | +2  | 12 |
| 3      | ÍBA        | 10 | 3 | 4 | 3 | 17 | 14 | +3  | 10 |
| 4      | Valur      | 10 | 3 | 4 | 3 | 18 | 15 | +3  | 10 |
| 5      | ÍBV        | 10 | 4 | 1 | 5 | 16 | 21 | -5  | 9  |
| 6      | Keflavík   | 10 | 0 | 4 | 6 | 5  | 19 | -14 | 4  |